# Epitet
Epitetul (din greacă ἐπίθετον și latină epitheton, cu sensul „care e pus lângă”, sau „adăugat”) este un determinat expresiv, sau o frază cu funcție expresivă, care determină un substantiv sau un verb. Calificativ elogios sau injurios dat cuiva.
Acesta exprimă o însușire deosebită a unui obiect, prezentându-l într-o lumină nouă, aparte:
„Partea de vorbire sau de frază care determină, în lucrurile sau acțiunile exprimate printr-un substantiv sau verb, însușirile lor estetice, adică acelea care pun în lumină felul cum le vede sau le simte scriitorul și care au un răsunet în fantezia și sensibilitatea cititorului” (Tudor Vladimirescu).
În funcție de termenii din care este alcătuit, epitetul poate fi simplu, dublu sau triplu. Epitetele care se folosesc de o culoare se numesc „cromatice”.
Exemplu din povestirea Pădurea Petrișorului de Mihail Sadoveanu: „...în vârful căruia săgeta spre cer un brad vechi, care vestea cel întâi, printr-un șuiet adânc, sosirea vânturilor”.
Epitetul care exprima o însușire umană și are la bază o personificare se numește epitet personificator. Poate descrie un tablou din natură transfigurat prin contemplarea sentimentelor autorului.
Ca părți de vorbire, epitetele pot fi adjective și substantive, ca părți de propoziție, ele pot fi atribute, incluziv apoziții, și circumstanțiale de mod. Epitetele se exprimă deseori  și prin adverbe sau locuțiuni adverbiale, de exemplu: în a privi (pe cineva) dulce, dulce este adverb și complement de mod.